# Gyna capucina
Gyna capucina är en kackerlacksart som beskrevs av Gerstaecker 1883. Gyna capucina ingår i släktet Gyna och familjen jättekackerlackor. Inga underarter finns listade i Catalogue of Life.